# 시놉시스 (영화)
시놉시스(Synopsys)는 영화나 드라마 등의 내용을 요약한 것이다.
영화나 드라마 촬영을 위해 감독이나 배우, 스탭 등에게 영화나 드라마의 내용을 전하기 위해 만들어지는 요약본을 가리킨다. 단편 영화의 경우 반 페이지 정도, 장편 영화의 경우 다섯 페이지까지 늘어난다. 현재 시제로 작성되며, 현실적 서법으로 써진다. 작품 자체를 요약한 것이므로 언론 매체나 관객에게까지 공개되는 경우도 흔히 있다.

## 같이 보기
- 스포일러